# 長瀬八幡宮

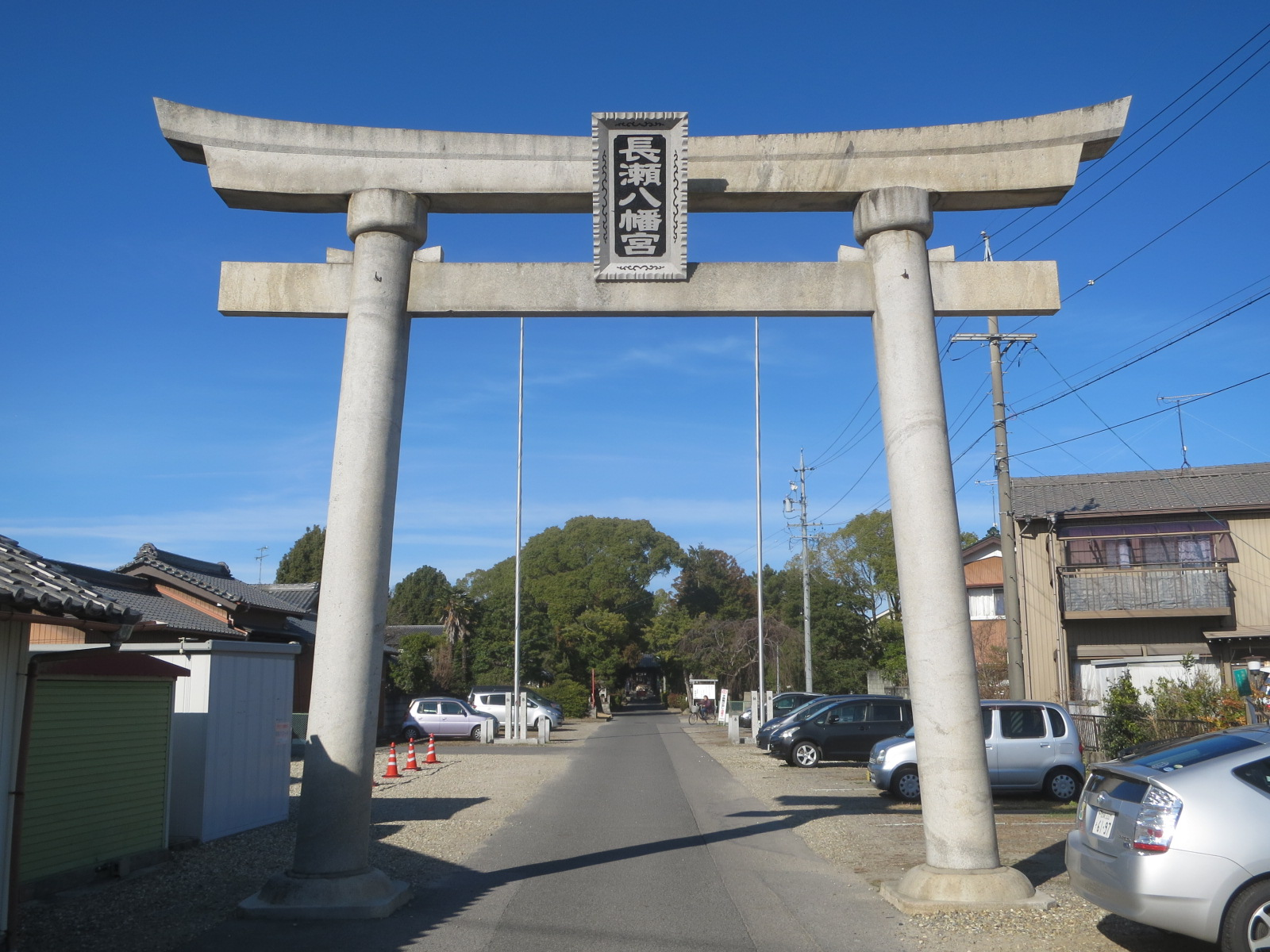
鳥居と参道

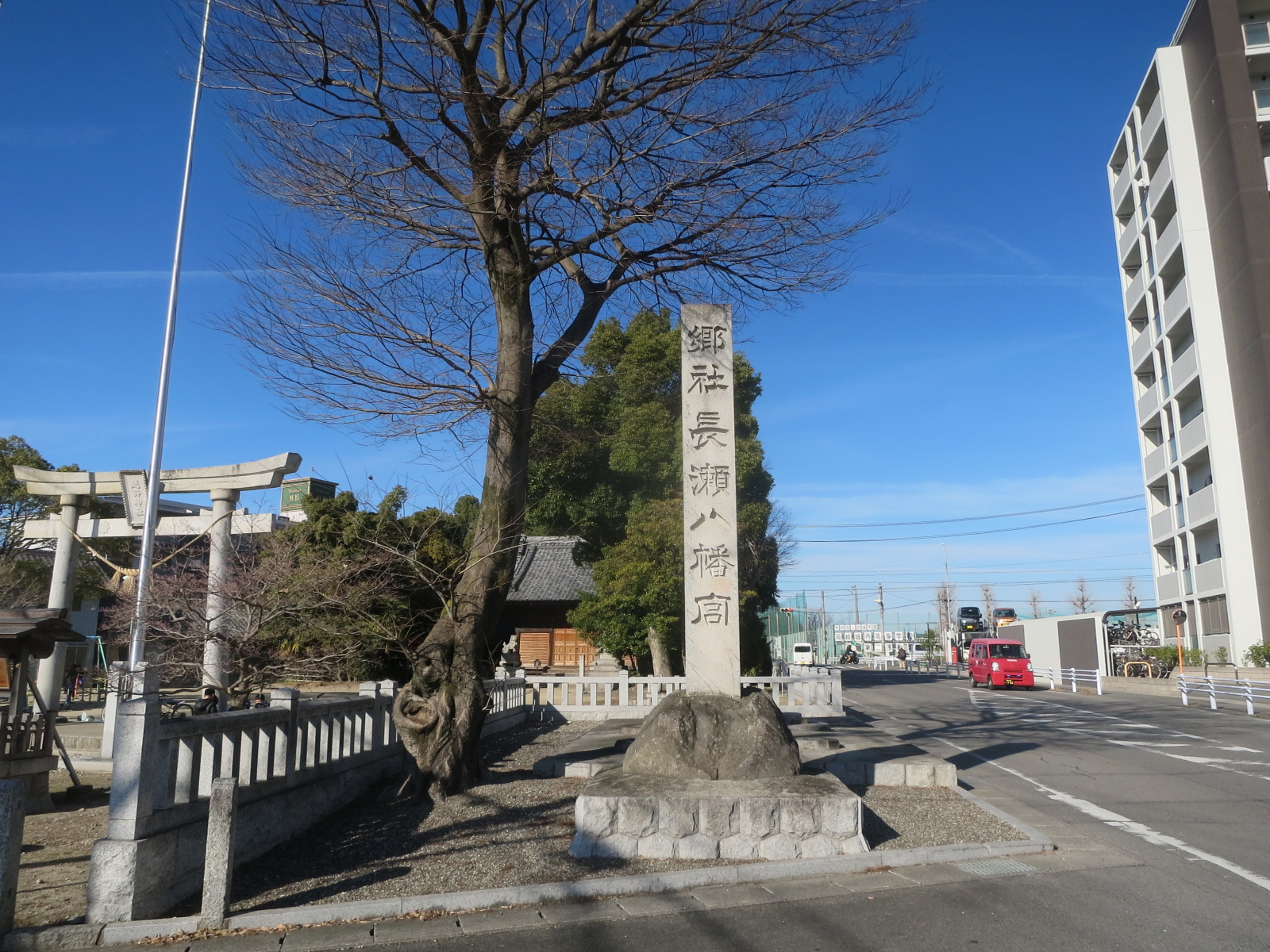
越野神社と長瀬八幡宮大鳥居跡

長瀬八幡宮（ながせはちまんぐう）は、愛知県岡崎市森越町にある神社。文化4年（1807年）建立の木造大鳥居で知られる神社であったが、大鳥居は1990年（平成2年）9月19日の台風19号により倒壊した。

## 概要
天喜4年（1056年）、源頼義は陸奥の安倍頼時を討つよう命ぜられる。京都を出発して矢作川まで来ると洪水のため立ち往生するも、「弓矢八幡」に一心に祈ったところ無事に川を渡ることができた。康平6年（1063年）、頼義は頼時征伐の帰りにこの地に祠を建てる。これが長瀬八幡宮の始まりと伝えられる。
鎌倉時代には源氏、北条氏の外護を受ける。足利尊氏は社殿を復興し、板倉氏を神主として奉仕させたという。文明8年（1476年）、松平親忠が社殿を改造。
永禄3年（1560年）、桶狭間の戦いで織田軍に追われた徳川家康は当社の森から現れた鹿の導きで矢作川を渡り、大樹寺まで辿り着けたという言い伝えがある。その礼として家康が奉納したのが小野小町の生涯が描かれている『神代小町絵巻』である。現在は岡崎市美術博物館に保管され、レプリカが社務所と岡崎市立矢作北小学校に置かれている。
その後田中吉政が岡崎城主になると、田中は城の用材のため建物や石垣を壊した。
慶長8年（1603年）に伊奈忠次黒印状によって長瀬村内で60石が与えられ、慶安元年（1648年）2月24日に徳川家光の朱印状を受けた。
文化4年（1807年）、木造の大鳥居が建立される（現在、越野神社がある地。舳越町宮前4）。1959年（昭和34年）9月26日の伊勢湾台風による鳥居の被害は甚大であったが、修繕をして持ち直す。しかし1990年（平成2年）9月19日の台風19号によりついに倒壊した。
1872年（明治5年）、郷社となる。1873年（明治6年）、表門が大樹寺より移築された。

## 祭事
毎年10月第3日曜日に「例大祭」が開催される。神に奉献する幣帛を唐櫃に入れて運ぶ行列が行われる。唐櫃は2人の神職に担がれ、棒引きの先導で行列を従えて境内に入る。子供神輿の練り歩きも行われる。